# Ouango Fitini flygplats
Ouango Fitini flygplats är en stängd flygplats vid byn Ouango-Fitini i Elfenbenskusten. Den ligger i den nordöstra delen av landet, 300 km norr om huvudstaden Yamoussoukro. Ouango Fitini flygplats ligger 297 meter över havet. IATA-koden är OFI och ICAO-koden DIOF.